# Dick Bruna
Hendrik Magdalenus Bruna (Utrecht, 1927. augusztus 23. – Utrecht, 2017. február 16.) holland író, művész, illusztrátor és grafikus.
Bruna leginkább több mint 200 kézzel illusztrált gyerekkönyvéről ismert. Legismertebb karaktere Miffy (hollandul: Nijntje), egy egyszerű formákkal és színekkel, erős szegéllyel megrajzolt kis nyúl. Bruna továbbá írt történeteket Lottie, Farmer John és Sündisznó Hettie nevű karaktereinek is.
Nagyszámú gyermekkönyve mellett Bruna tervezett és illusztrált könyvborítókat, posztereket és promóciós anyagokat édesapja A. W. Bruna & Zoon kiadójának. Legismertebb munkái a Zwarte Beertjes könyvsorozat borítói, valamint ő tervezte Georges Simenon Maigret könyvek borítóit, amelyeken jellemzően egy pipa szerepel különböző hátterekkel.

## Élete
Dick Bruna édesapja, A. W. Bruna testvérével, Henk Bruna-val irányította a családi kézben lévő Bruna kiadót. Apja szándékával ellentétben – miszerint fia majd nyomdokaiba lép – Bruna művész kívánt lenni. Londonba utazott és kis ideig Párizsban is élt, ahol Fernand Léger, Pablo Picasso és különösen Henri Matisse művészete gyakorolta rá a legnagyobb hatást. Visszatérve Hollandiába beiratkozott a Rijksakademie van beeldende kunsten-re (Állami képzőművészeti Egyetem) Amszterdamban, amit korán otthagyott, mondván nem volt tehetséges, mint festő és nem voltak távlati kilátásai.
1955-ben egy családi nyaralás alatt látott egy nyulat ugrándozni, majd később megpróbálta lerajzolni és így megszületett Nijntje (angolul Miffy). A szó a holland konijntje (nyúl) kicsinyítése, jelentése kicsi nyúl.
Bruna több mint 2000 borítót és 100 posztert illusztrált az A.W. Bruna & Zoon-nak. Legelismertebb illusztrációi a Zwarte Beertjes („kis fekete medvék”) zsebkönyvsorozathoz fűződik, ami több híres írótól is tartalmaz műveket, mint például The Saint, James Bond, Georges Simenon és William Shakespeare. 2014 júliusában Bruna bejelentette visszavonulását, de nem adta el Miffy karakterének jogait. 2016 márciusában Max Velthuijs-prijs díjjal tüntették ki.
Dick Bruna-t ágyában érte a halál Utrechtben 2017. február 16-án, 89 éves korában.

## Írói munkássága
Bruna 120 gyerekkönyvet publikált élete során, az utolsót Queen Miffy néven 2007-ben.

### Hatás
Bruna fiatal korában kezdett rajzolni, de más művészeti ágak alkotói is nagy hatással voltak rá. Iskolájának újságába borítókat rajzolt Walt Disney stílusban. A későbbiekben csodálta Rembrandt és Vincent van Gogh munkáit.
Legnagyobb hatással valószínűleg Henri Matisse volt rá. Bruna első munkái a francia művész egyik kollázsának hatására születtek. Bruna megjegyezte még, hogy fontos hatással volt rá a holland képzőművészeti és építészeti csoport és folyóirat, a De Stijl, valamint különösen Gerrit Rietveld holland építész.

## Tanulmányainak és életrajzainak részleges listája
- Petit Glam Issue no. 3- Paradise in Pictograms Issue. Petit Glam (1998). ISBN 4-7713-0329-0
- Jansen, Bert. Dick Bruna boekomslagen. Centraal Museum (1998). ISBN 90-73285-71-2
- Widdershoven, Thomas. boris en de paraplu. Centraal Museum (1998). ISBN 90-73285-74-7
- Yanagimoto, Koichi (editor). Zwarte Beertjes- Book Cover Designs by Dick Bruna. Glyph (2004)
- Linders, Joke. Dick Bruna (English Edition). Waanders Publisher, Zwolle/Mercis Publishing, Amsterdam (2006). ISBN 90-400-8342-8
- Reitsma, Ella.szerk.: Kees Nieuwenhuijzen: Het paradijs in Pictogram (Paradise in Pictograms). Mercis Publishing, Amsterdam (1989)
- Kohnstamm, Dolph. The eye demands an eye- Reflections about the children's books by Dick Bruna (English ed.). Mercis Publishing, Amsterdam (1991). ISBN 90-73991-03-X
- ディック・ブルーナ. ディック・ブルーナ ぼくのこと、ミッフィーのこと (単行本). Kodansha publishers, Ltd. 講談社 (2005). ISBN 4-06-212826-8
- All About Dick Bruna ディック・ブルーナのすべて (単行本). Kodansha publishers, Ltd. 講談社. ISBN 4-06-208962-9

## Magyarul
- Miffy az állatkertben; ford. Tamás Anna; Panemex–Grafo, Bp., 2000 (Miffy sorozat)
- Nagypapa és nagymama nyuszi; ford. Tamás Anna; Panemex–Grafo, Bp., 2000 (Miffy sorozat)
- Miffy; ford. Tamás Anna; Panemex–Grafo, Bp., 2000 (Miffy sorozat)

## Galéria

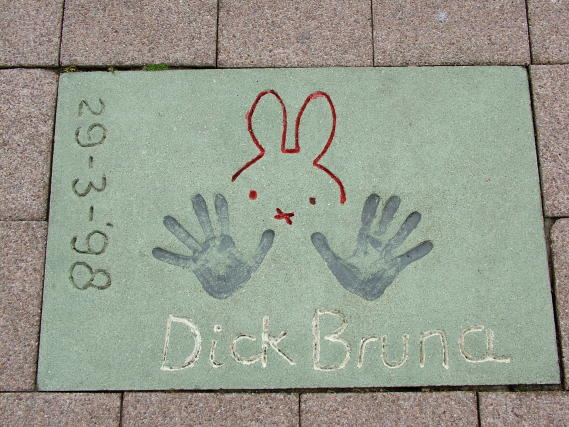
Dick Bruna kézlenyomata a Rotterdam Walk of Fame-n
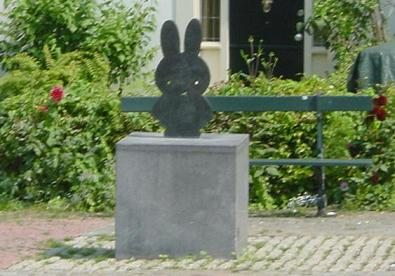
Miffy szobor Utrecht-ben
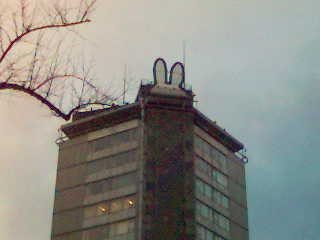
A „Neudeflat” Utrecht-ben
Miffy bolt Amszterdamban

## Fordítás
- Ez a szócikk részben vagy egészben  a   Dick Bruna című angol Wikipédia-szócikk ezen változatának fordításán alapul.  Az eredeti cikk szerkesztőit annak laptörténete sorolja fel. Ez a jelzés csupán a megfogalmazás eredetét és a szerzői jogokat jelzi, nem szolgál a cikkben szereplő információk forrásmegjelöléseként.

## Külső hivatkozások
- Online Miffy webbolt (hollandul)
- Hivatalos Dick Bruna/Miffy honlap (angolul)
- Dick Bruna Huis – The Permanent Collection at Utrecht's Central Museum (angolul)